# 滝山城 (摂津国)
滝山城（瀧山城、たきやまじょう）は、兵庫県神戸市中央区の城山にあった日本の城。山陽新幹線の新神戸駅の裏山、「布引の滝」の西に位置する。

## 概要

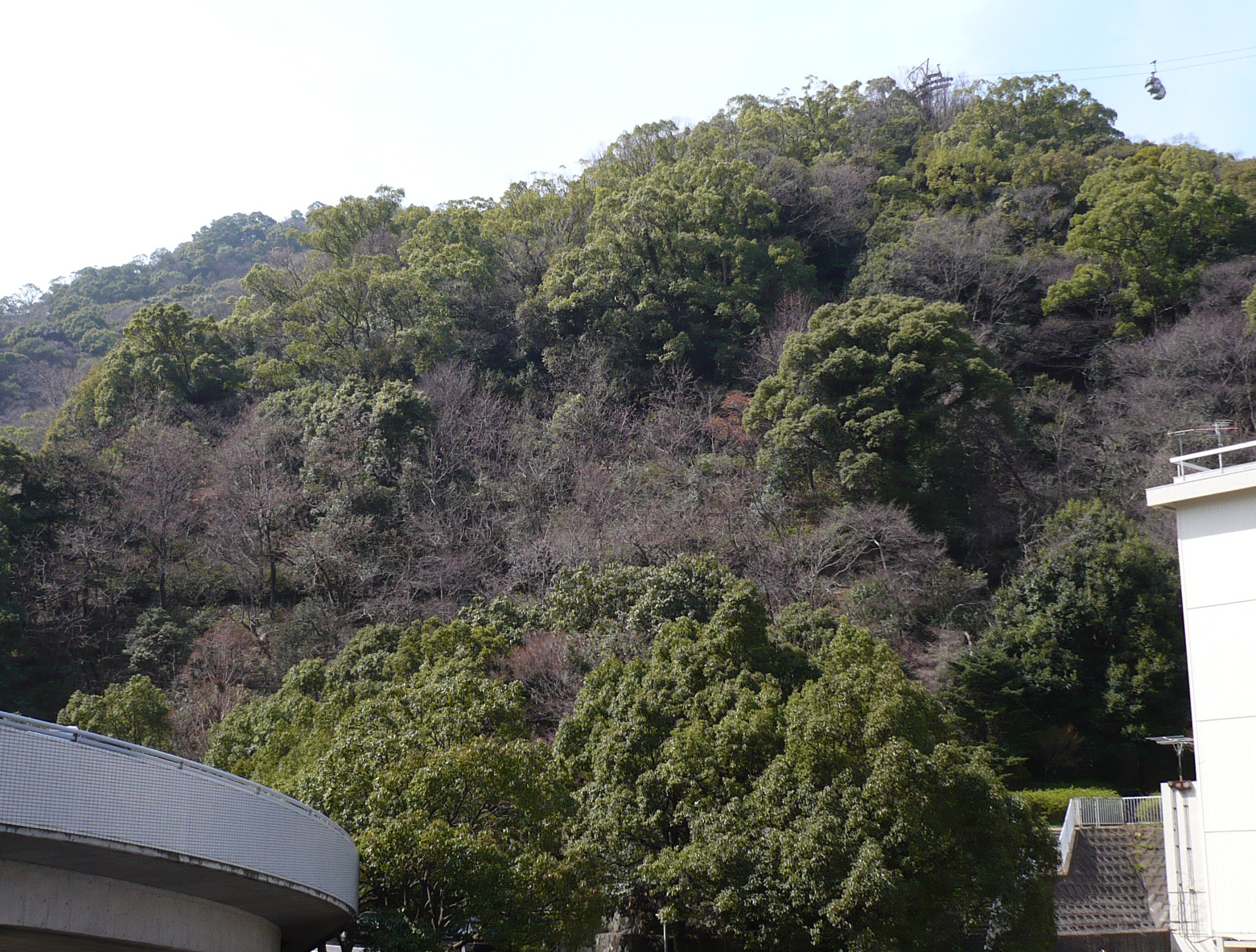
新神戸駅の裏山

兵庫県神戸市中央区の城山の標高は316.5m、比高は約250m。開発が盛んな神戸の地にあって、遺構の状態は良好で30以上の曲輪群、堀切、土塁などが残っており、戦国時代の姿がそのままの形で残っている貴重な城跡である。
また城跡へは山陽新幹線の新神戸駅より左に登っていくハイキングコースが整備されている。

## 沿革
滝山城の歴史は大きく赤松氏時代と戦国時代に分けられる。

### 赤松氏時代
滝山城の築城年代は定かではないが、文献上の初見で、「正慶2年（1333年）4月より下向人申云、3月17日赤松入道京都七条まで打ちいるといえどもおしかえすべく、帝は六派羅の北殿に御入云々、赤松は本の生田の布引の城にこもる云々、その後八幡に陣を取る云々」（『正慶乱離志』）とあり、この「生田の布引の城」と記載されているのが滝山城の事である。
元弘3年（1333年）1月11日、大塔宮護良親王の命を受けた赤松則村（円心）は白旗城に挙兵して麻耶山城まで出軍し、千早城に立て籠もる楠木正成を援護し（元弘の乱）、自らも京都を狙っていた。同年2月11日に麻耶山城に六派軍をおびき寄せ、側面攻撃し六派軍を敗退（六波羅の戦い）させた。赤松軍はこれを好機と捉え、京都近くまで攻撃したが、今度は逆に六派軍に反撃され滝山城に立て籠もったようである。赤松軍は同年4月3日に滝山城を出撃して六派軍を攻撃したがまたしても敗れた。赤松軍は千種、結城軍の援軍を得て、六派軍を八幡、山崎で破り、5月7日に足利尊氏軍と協力して入京を果たした。
その後、滝山城の城主は円心の息子赤松範資になったり、後醍醐天皇方に渡ったり、再び範資の息子赤松光範に戻ったりした。
更にその後、滝山城や多々部城は南朝軍に何度か攻められたが、城の守りが堅く河内に引き返したと伝えられる。永徳元年（1381年）10月3日に赤松光範が死去すると、文明年間には赤松氏の家臣であった井上成陰が城主になっていたようだが、滝山城がどのようになったかそれ以外の詳細は不明で、一旦廃城になっていた可能性もある。

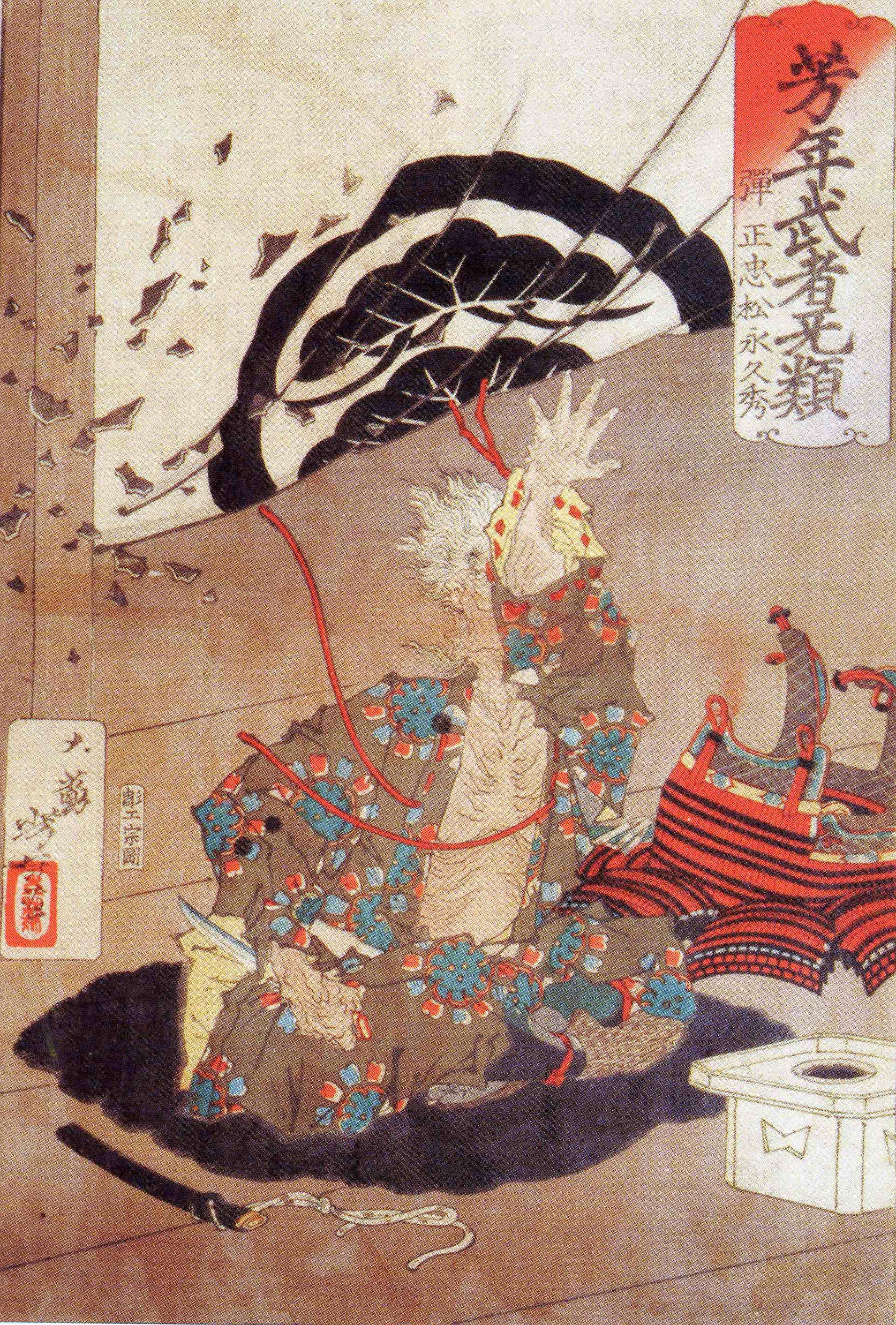
松永久秀画像

### 戦国時代
現在の滝山城に改修したのは松永久秀で、三好長慶が西摂の拠点として家臣の松永久秀に命じ大幅に改修させている。『細川両家記』によると、弘治2年（1556年）7月10日に久秀は長慶を堺から滝山城に招き、歌舞音曲、千句音曲、能でもてなしたという記載が見受けられ、この頃が滝山城の全盛期で越水城も支城としていたようである。
永禄7年（1564年）7月4日に長慶が死去すると、滝山城の運命も大きく変化する。後継をめぐって三好三人衆と久秀が争うことになる。

#### 滝山城の戦い
三好長慶の死後、跡目は甥の三好義継となったが養子という事やまだ幼いこともあって、後見に三好三人衆と共に重臣であった松永久秀がなった。
長慶の死後、三好氏が弱体しているのを察知した室町幕府13代将軍足利義輝は、役職を与えるなどして幕府の権威回復に力をつけてきた。これに危機感を覚えた三人衆は将軍暗殺を計画。永禄8年（1565年）5月19日に義輝を討ち取るという大事件（永禄の変）が発生した。
三好政権の障害となっていた義輝を排除したものの、これ以降三人衆と久秀との間で政権内の主導権争いが顕在化していく。
永禄9年（1566年）2月、三人衆は安宅信康に命じて淡路水軍を率いて滝山城攻略を開始した。この時の守将は不明（久秀は不在であったという説もある）であるが、城の守りは非常に固く11名の首を打ち取っただけで兵を引いた。その後しばらくは膠着状態が続いていたが、安宅軍に三木氏、明石氏、衣笠氏などの播磨勢の援軍が到着、水の手を切り同年8月17日総攻撃を仕掛け、ついに落城させた。
この戦いの後の状況については東大寺大仏殿の戦い#転機を参照。

#### 廃城
その後三人衆方であった篠原長房が城主となったが、織田信長が永禄11年（1568年）9月28日に三人衆の1人三好長逸が立てこもる芥川山城を落城させると、篠原軍も滝山城を放棄した。その後花隈城の支城となり池田泰長が城主となったようだが、荒木村重の謀反（有岡城の戦い）により花隈城に立て籠もった時（花隈城の戦い）には、滝山城はすでに放棄されていたと思われており、逆に織田方の攻略の拠点として使用されたようである。
花隈城の落城を最後に滝山城の記録に現れてこないため、花隈城の落城と同時期に約260年の歴史に終止符を打ったと推定されている。

## 城郭
滝山城の城郭は主に3つのブロックから成り立っている。

### 東曲輪群
新神戸駅より左に登っていくハイキングコースで、最初に見受けるのがこの東曲輪群になり、最高所302.8mそこから南東に伸びる尾根沿いに曲輪を配置している。当時の大手通もこちらからと推察され、最高地を本丸と見立てこの東曲輪群だけで独立した城郭として機能した可能性もある。またこの東曲輪群の最高所には櫓台らしき建造物の可能性も考えられる。

### 中央曲輪群

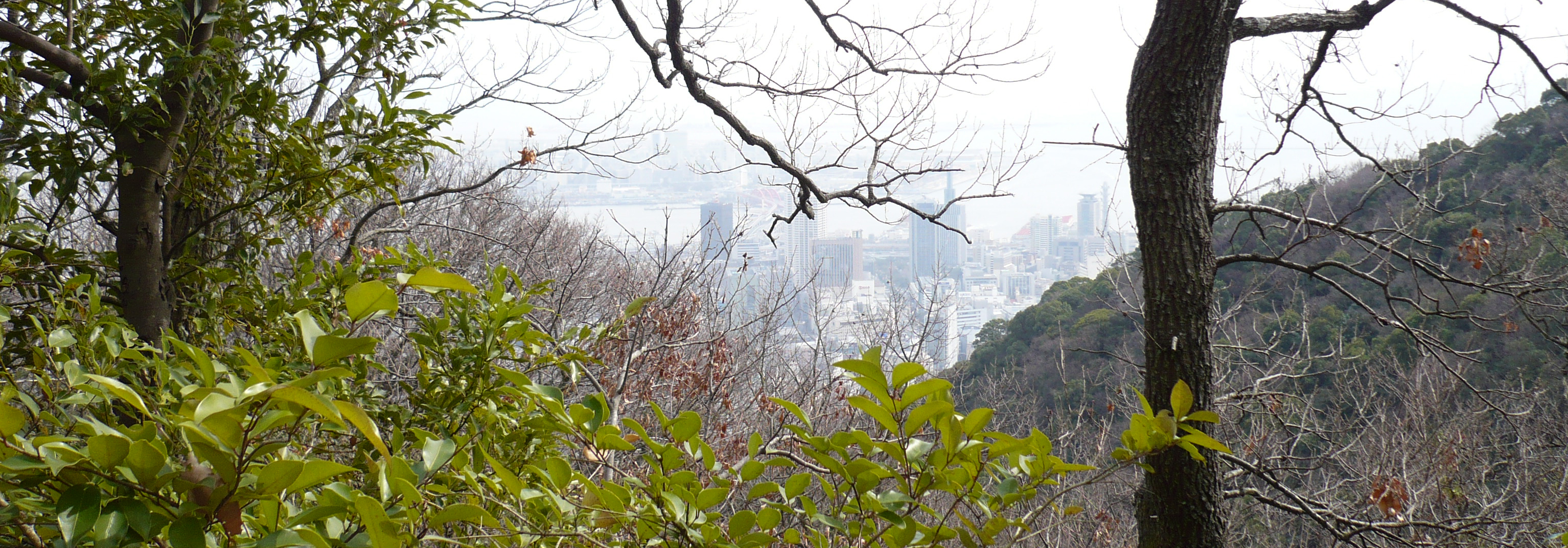
本丸跡からの眺望

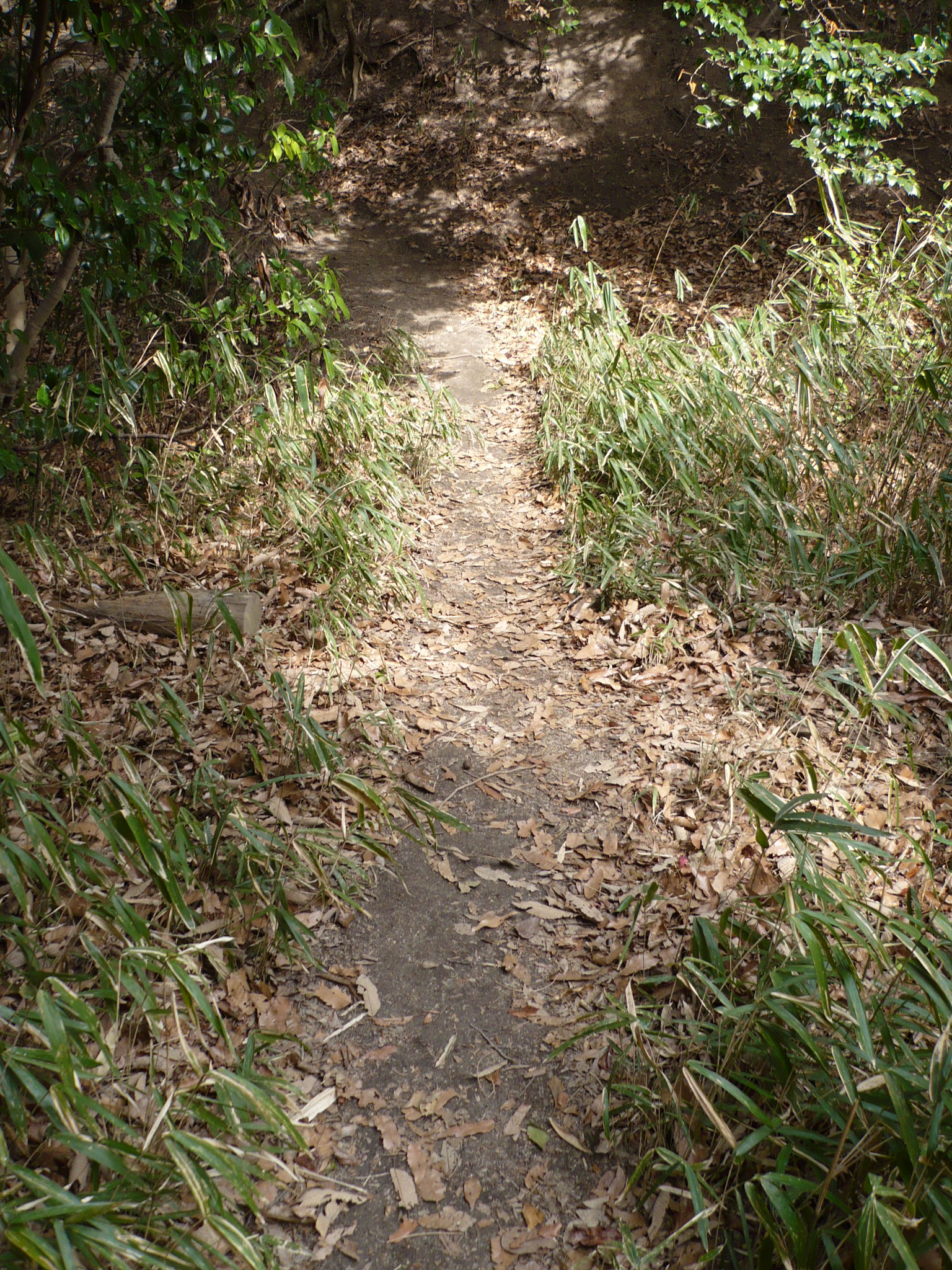
土橋

中央曲輪群の最高所は316.5mでこちらにも櫓台らしきものが推定でき、現在は「史跡　滝山城址」という石碑が建っている。また東曲輪群との間には堀切があり、尾根沿いからのくる侵入者を防ぐ。また西曲輪群との間にも堀切と土橋らしきものが確認できる。最高所から南東および北東に延びる尾根沿いに曲輪群が構えられている。

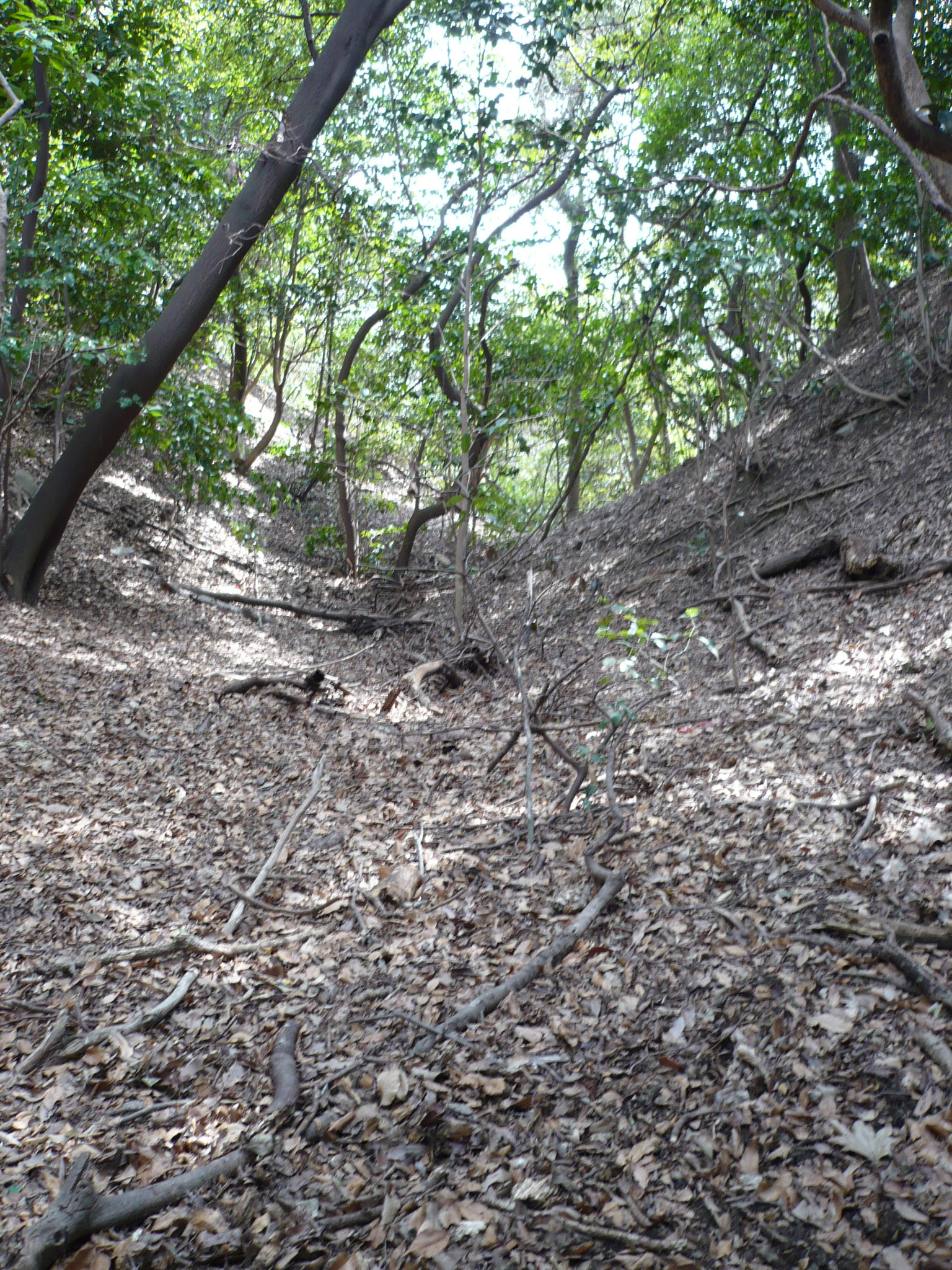
東と中央の間にある堀切
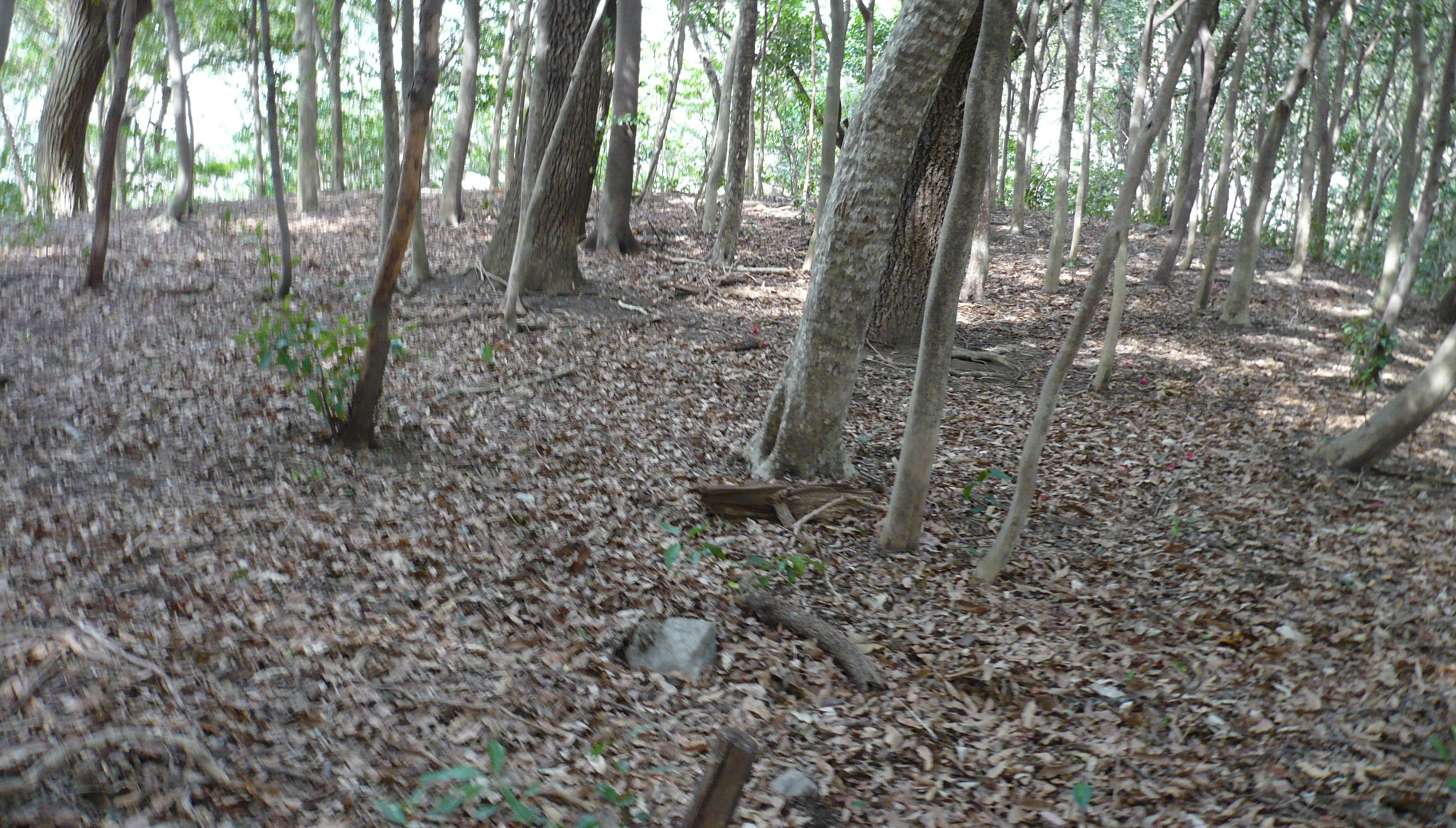
中央曲輪
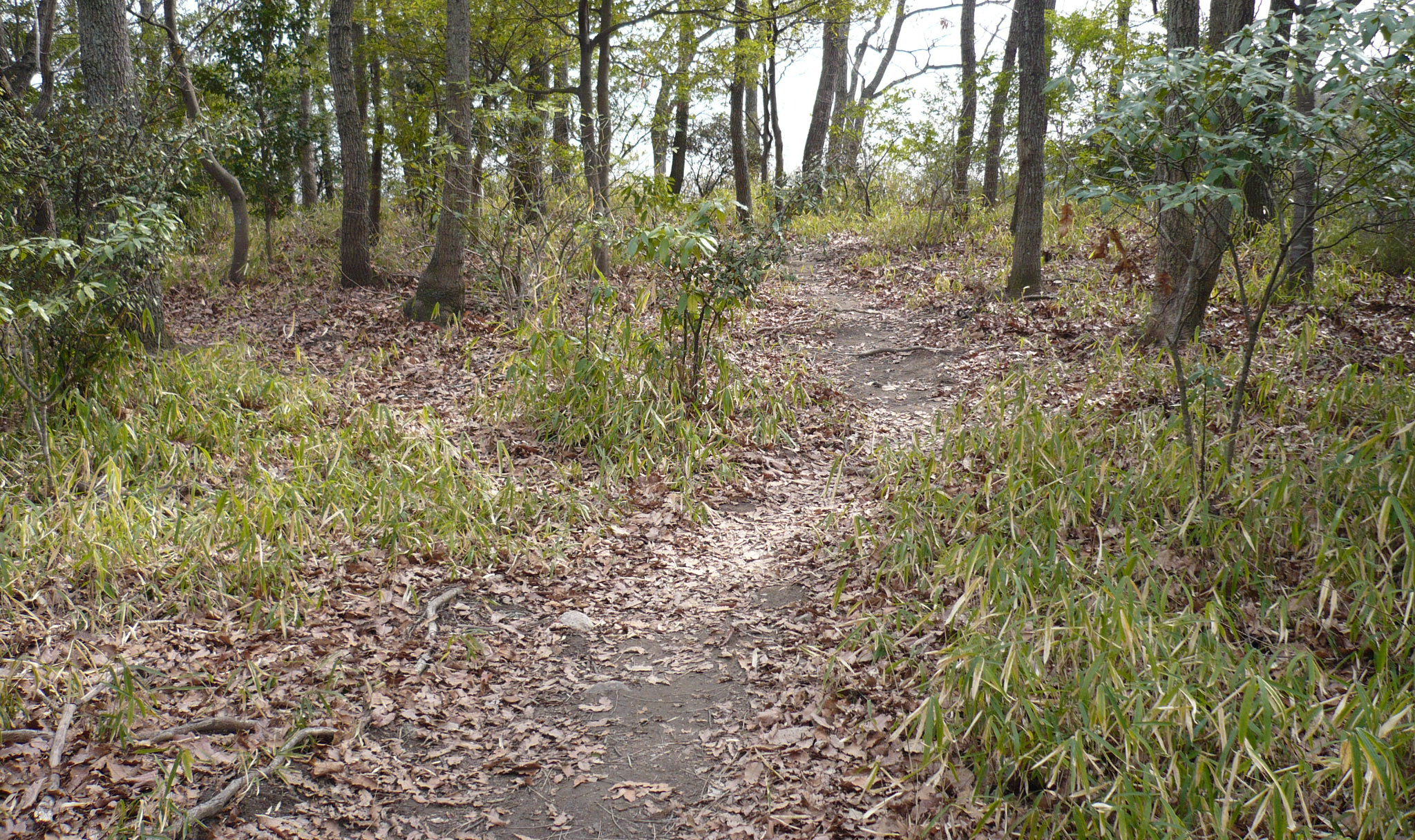
本丸跡
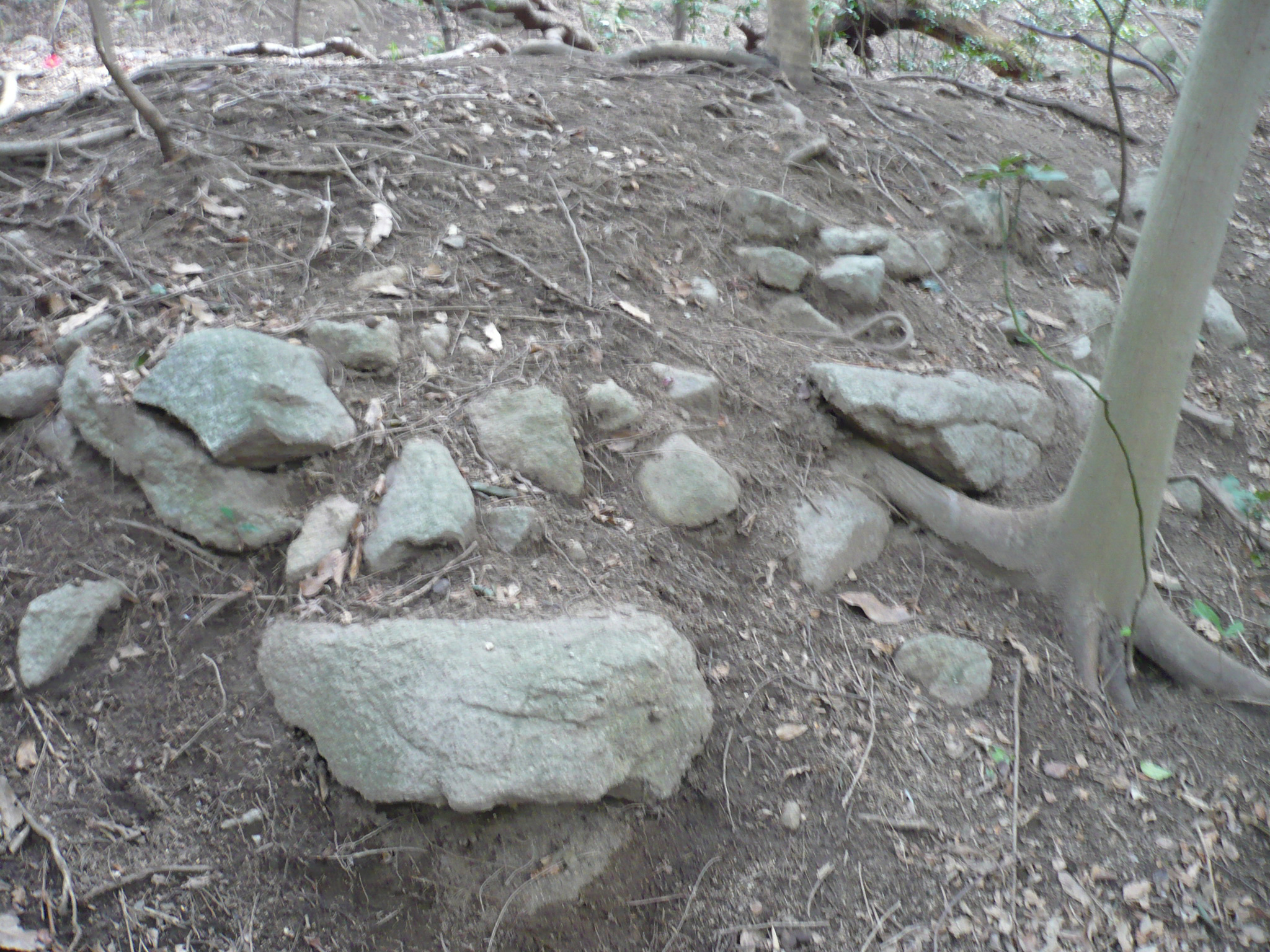
曲輪の土留用の石垣跡

### 西曲輪群
西曲輪群の最高所は318.9mで中央曲輪群の背後になるため、山方面からの防御機能として備えたと考えられる。西曲輪群と中央曲輪群間には二重堀切も確認できる。また西曲輪群は大幅な改修はされず南北朝時代からそのままの形で残った可能性も指摘されている。

### 居館推定地
三好長慶を堺から滝山城に招き能でもてなした場所は、かなり大きな施設が必要であったと推定される。記録上では詳しい記述は残されていないが、徳光院および神戸第一高校周辺が平坦地の居館として考えられている。

## 城跡へのアクセス
- 公共交通機関でのアクセス

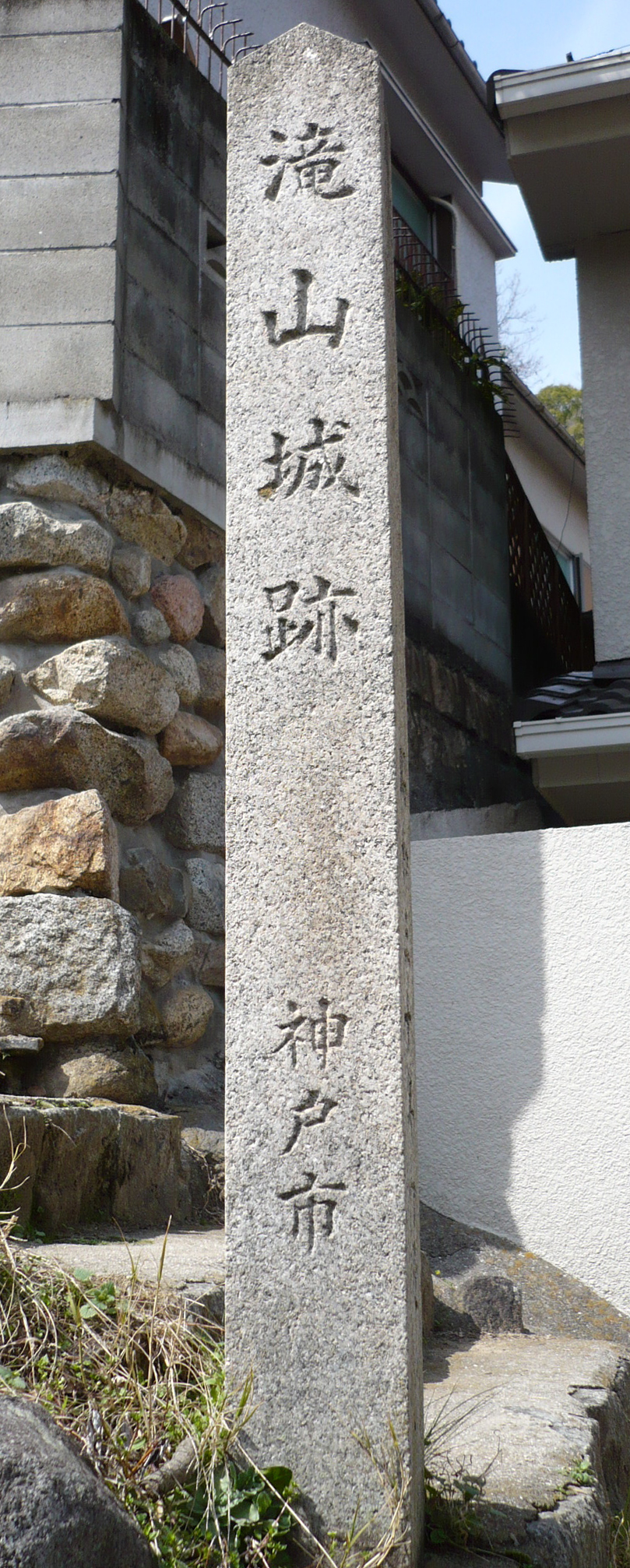
登山入り口にある案内石碑

  - JR　神戸線　三ノ宮駅　→　神戸市営地下鉄　新神戸駅
- 車でのアクセス
  - 阪神高速　神戸線　京橋IC 　→　新神戸駅方面
  - 新神戸駅および周辺に多数コインパーキング有り
- 徒歩でのアクセス
  - 新神戸駅　→　徒歩　→　城山山頂　約50分